# Selenit

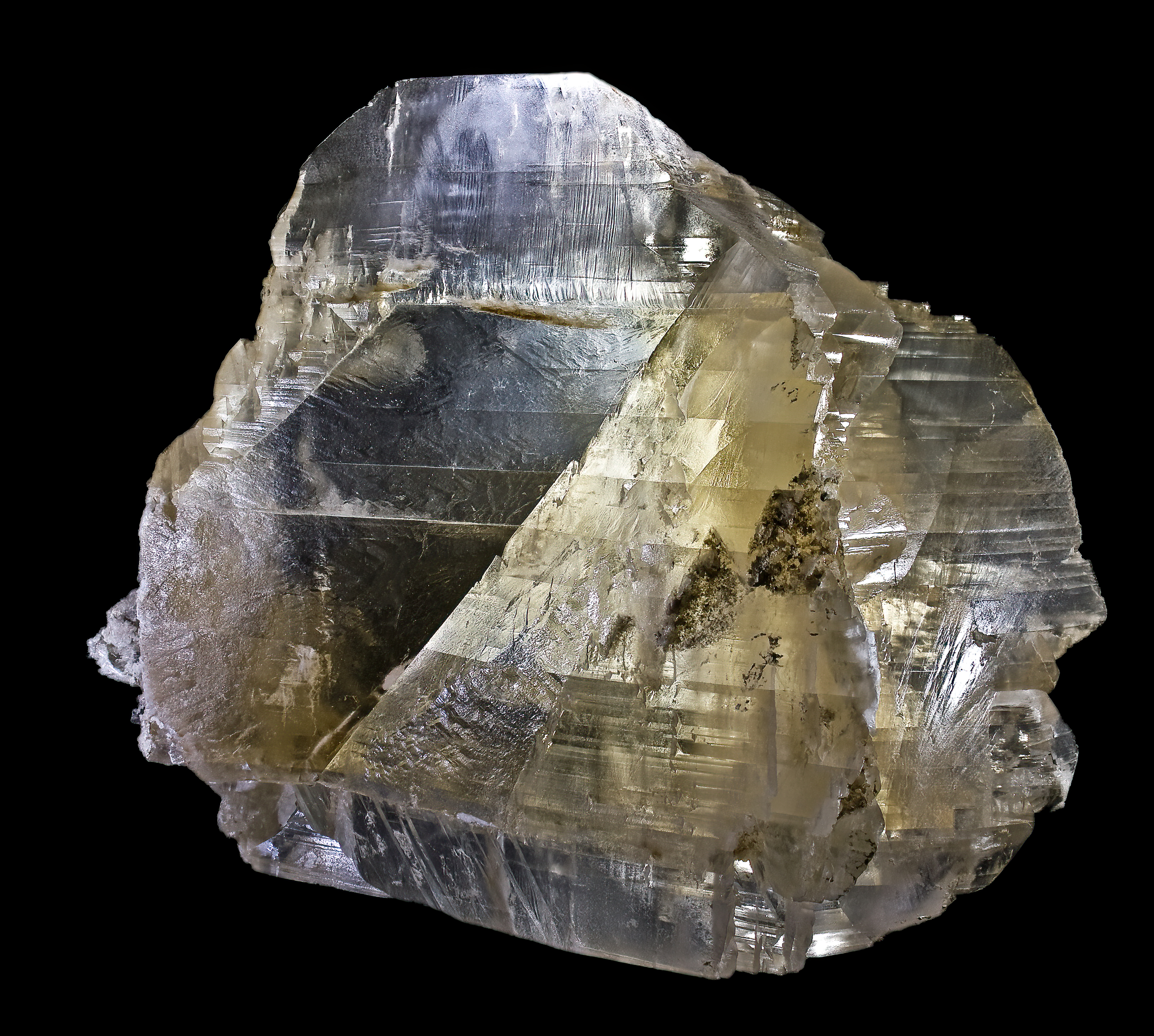
Selenit

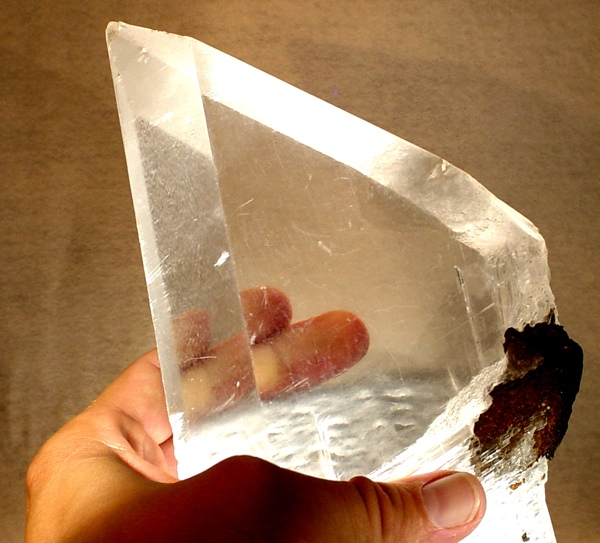
Marienglas

Selenit är ett mineral bestående av en transparent form av gips, kalciumsulfat (CaSO4· 2 H2O). Selenit innehåller inget signifikant selen – De liknande namnen kommer båda från grekiskan selḗnē (σελήνη 'Måne').
Några av de största kristallerna som någonsin hittats är av selenit, det största exemplaret som hittats i Naicagruvans kristallgrotta är 12 meter långt och väger 55 ton.
Tunna skivor av selenit (kristalliserad gips) eller av glimmer har kallats "Marienglas", eftersom materialet har använts i stället för glas i exklusiva tillämpningar och som ikonerföreställande jungfru Maria.

## Namn och historik
"Selenit" är mest synonymt med gips, men från 1400-talet har det varit namnet på den genomskinliga sorten som förekommer i kristaller eller kristallina massor. Namnet härstammar från medelengelska selenit från latinets seleniter, slutligen från grekiska selēnítēs líthos (σεληνίτης λίθος, lit. 'månsten'). Den fick detta namn eftersom man historiskt trodde att mineralet växte och avtog med månens cykler.

## Utmärkande egenskaper
De främsta utmärkande egenskaperna hos kristallint gips är dess mjukhet (hårdhet 2 på Mohs hårdhetsskala, mjuk nog att skrapa med en fingernagel) och dess tre ojämna spaltningar. Andra utmärkande egenskaper är dess kristallformer, pärlglans, lätt smältbarhet med förlust av vatten och löslighet i varm utspädd saltsyra.

## Varianter
Även om de ibland grupperas tillsammans som "selenit", har de fyra kristallina varianterna skillnader. Allmänna identifierande beskrivningar av de relaterade kristallina varianterna är:

### Selenit
- Oftast transparent och färglös.[8]
- Om selenitkristaller visar opacitet eller färg, orsakas det av närvaro av andra mineraler, ibland i drus.[9]

### Satinspar
- Oftast silkeslen och fibrös; [10] chatoyant; kan uppvisa viss färg.[11]
- Namnet satinspar har också använts på fibrös kalcit (ett besläktat kalciummineral), som kan särskiljas från gips genom sin högre hårdhet (Mohs 3), romboedrisk spaltning och reaktion med utspädd saltsyra.[12]

### Ökenros
- Rosettformad gips med yttre drus av sand eller med sand genomgående – oftast sandfärgad (i alla färger som sand kan uppvisa).[13]
- Namnet på ökenrosen kan även appliceras på barytökenrosor (ett annat besläktat sulfatmineral) – baryt är ett hårdare mineral med högre densitet.[14]

### Gipsblomma
- Gipsblommor är böjda rosetter av fibrösa gipskristaller som finns i lösningsgrottor.[15]

## Historik och användning
Satinspar slipas ibland till cabochoner för att på bästa sätt visa dess kattögoneffekt.

## Förekomst
Gips förekommer på alla kontinenter och är det vanligaste av alla sulfatmineraler.
Gips bildas som ett avdunstningsmineral, som ofta finns i alkaliska sjöslam, lerbäddar, förångade hav, saltplattor, saltkällor och grottor. Det finns ofta tillsammans med andra mineraler som kopparmalm, svavel och sulfider, silver, järnmalm, kol, kalcit, dolomit, kalksten och opal. Gips har daterats till nästan alla geologiska tidsåldrar sedan silurperioden 443,7 ± 1,5 miljoner år.
I torra, ökenförhållanden och torra områden kan sand fastna både på insidan och utsidan av gipskristaller när de bildas. Inre inneslutning av sand kan anta former som en inre timglasform som är vanlig för selenitkristaller i den gamla Great Salt Plains Lake-bädden, Oklahoma, USA. Exteriör inneslutning (drus) uppstår som inbäddade sandkorn på ytan, såsom vanligen ses i den välbekanta ökenrosen.
När gips torkar ut kraftigt bildas anhydrit. Om vatten återinförs kan och kommer gips att förändras – även som de fyra kristallina varianterna. Ett exempel på gipskristaller som reformeras i modern tid finns vid Philips Copper Mine (stängd och övergiven), Putnam County, New York, USA, där mikrokristallbeläggningar av selenit är vanliga på många ytor (berg och annat) i grottan och i rasmassor.

## Galleri

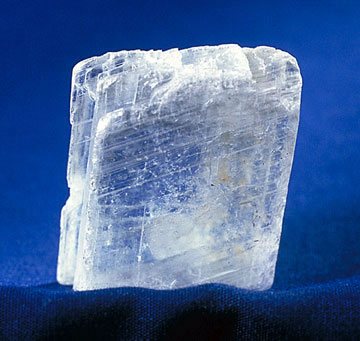
Selenit, en gipskristall
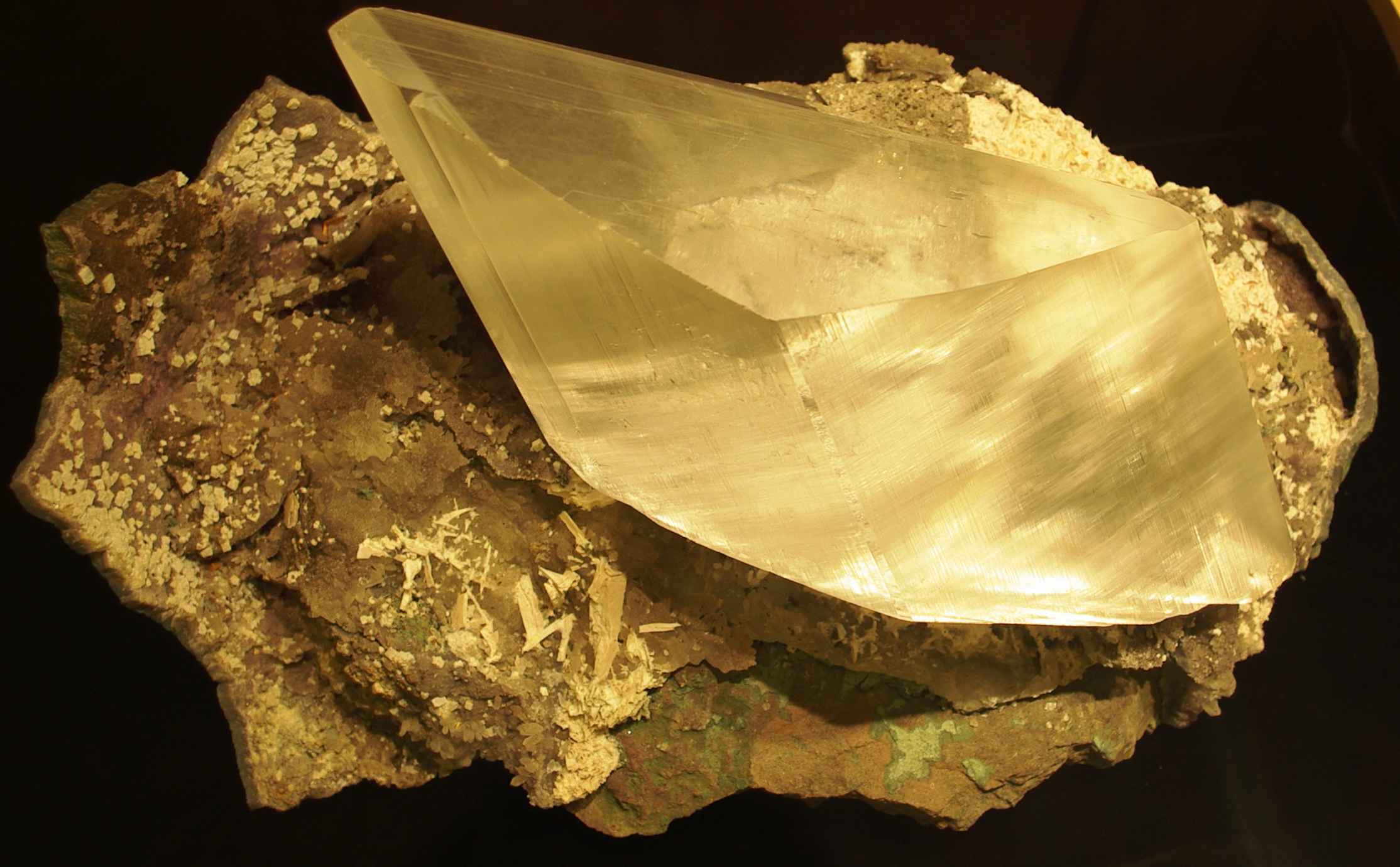
Selenit från Rio Grande do Sul i Brasilien i utställning på Rice Northwest Museum of Rocks and Minerals i Hillsboro, Oregon, USA.
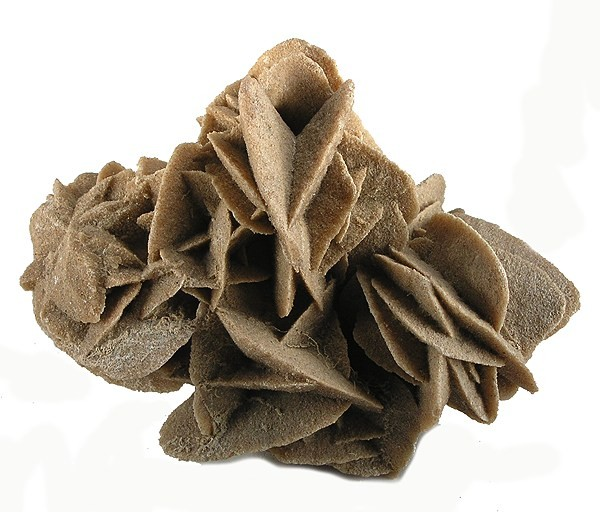
Ökenros. Samling av skarpa, bladiga selenitkristaller
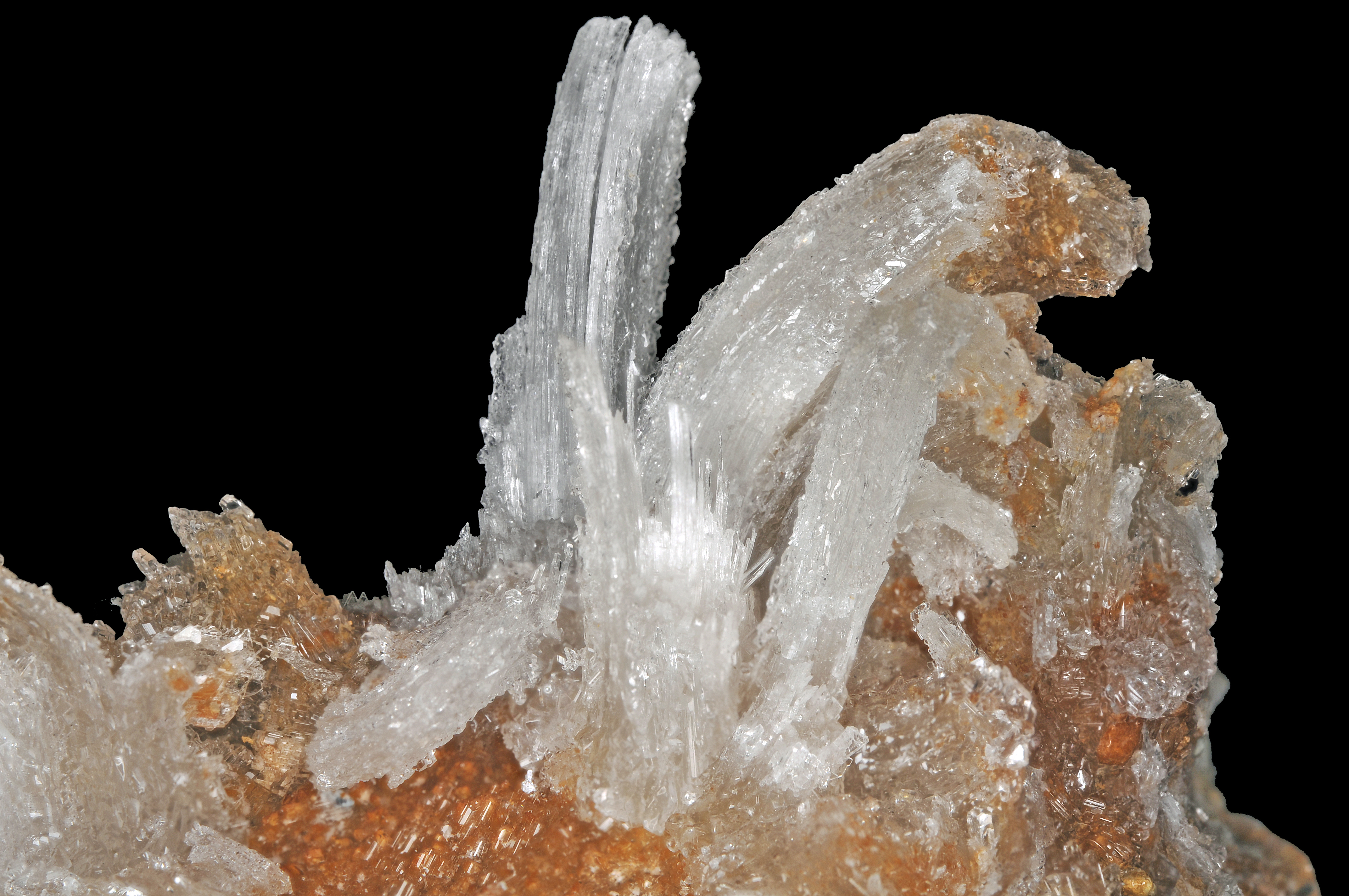
Gipsblommor, Bou Azer East deposit, Bou Azer District,[förtydliga] vid Taznakht i Marocko
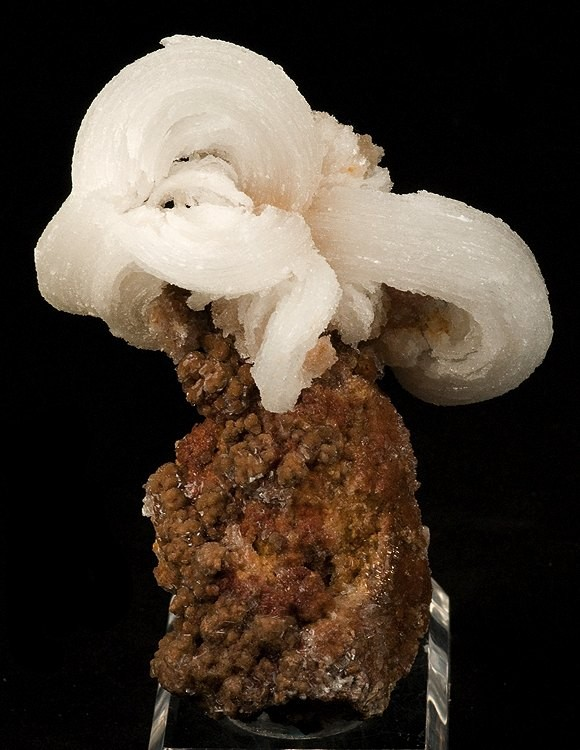
Exempel på "ram’s-horns"-selenit
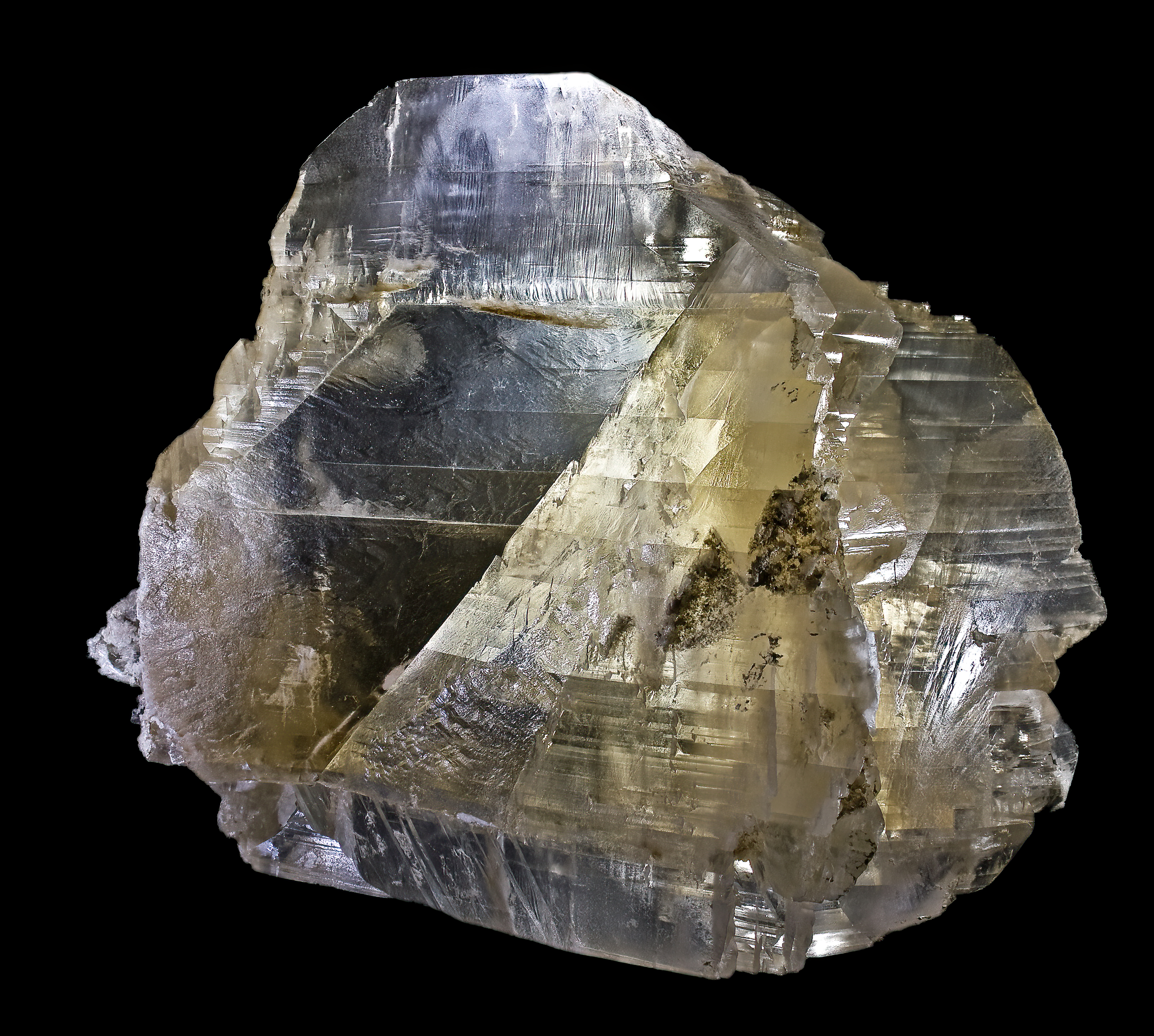
Selenit